# Can Farigola (Gelida)
Can Farigola és una masia de Gelida (Alt Penedès) protegida com a Bé Cultural d'Interès Local.

## Descripció
Antigament coneguda com la barraqueta d'en Frigola. Primerament era d'aspecte senzill i en segles posteriors s'han afegit cossos a l'edifici originari. Es tracta d'un ampli mas agrícola, situat en un dels punts alts de les primeres vessants de les serres de l'Ordal, ocupant una posició de clara preponderància sobre el paisatge.
Al conjunt actual s'hi accedeix a través d'una era on confronten el mas i els annexos per a guardar vehicles i eines. El mas principal amb una façana plana i molt massissa i una coberta inclinada a una única aigua ha estat profundament transformat. Aquesta transformació és especialment visible a la part posterior, on s'aprecien els diferents volums afegits.
Tres casals ajuntats formen aquesta masia de planta, pis i golfes. Portal adovellat. Rellotge de sol del 1984